# Thierry Favier
Pour les articles homonymes, voir Favier.
Thierry Favier, né le 24 décembre 1964, est un musicologue français, spécialiste de la musique d'église aux XVIIe et XVIIIe siècles.

## Biographie
Depuis 2010, Thierry Favier est professeur à l'université de Poitiers.
Il est coresponsable du projet Muséfrem.